# Vennelyst
Vennelyst er en stor karrébebyggelse, der er beliggende på Christmas Møllers Plads, Vermlandsgade og Markmandsgade på Amagerbro i København. Bebyggelsen er karakteristisk ved sine hvide altaner og buede facade, der følger Vermlandsgades forløb. 
Bag byggeriet stod gullaschbaronen Valdemar Henckel, der i 1939 erhvervede grunden fra Københavns Kommune på vilkår, der i datiden blev betegnet som mistænkeligt gunstige. Formodningen lød, at han havde gode forbindelser til Socialdemokratiet. Arkitekterne Arthur Wittmaack og Vilhelm Hvalsøe tegnede byggeriet, der stod færdigt i 1941 og er et fornemt eksempel på mellemkrigsårenes funktionalisme. Grundet Henckels risikable finansielle transaktioner kaldes byggeriet for spekulationsbyggeri, men selve byggeriet er udført i høj kvalitet.
Foruden de markante altaner rummer bygningen som noget særligt omkring 40 små stuer med hver sin terrasse på øverste etage, hvorfra der er udsigt helt til Sverige. Oprindeligt var de tiltænkt som pulterrum, men fungerer i dag som ekstra 'himmelstuer'.
Vennelyst består af 215 boliger. Størstedelen er i dag andelsboliger, mens en mindre del er lejeboliger. Dertil kommer fem erhvervslejere og 1 erhvervsandel. Bygningen ligger på adresserne Christmas Møllers Plads 3-5, Vermlandsgade 2-20 og Markmandsgade 1-7.
Navnet Vennelyst refererede oprindeligt til en beværtning med sommervarieté og amatøroptræden, der lå i området. Bygningen ejes i dag af en andelsboligforening, der også bærer navnet.
Slots- og Kulturstyrelsen vurderer, at Vennelyst har en bevaringsværdi på 3 og skriver, at der er tale om en "flot, helstøbt og markant karré", der "ligger meget markant ved indgangen til Amagerbro".